# Аютапкан
Аютапкан (баш. Айыутапҡан) — малая река в Ишимбайском районе Башкортостана, левый приток реки Алагузлы. Длина около 4 км (оценка по карте).
От урочища Бульте к Аютапкану идёт дорога местного значения, впадают несколько безымянных притоков.
Название восходит от баш. Айыу — медведь и древнетюркского баш. тапҡан — нашёл.